# Krystyna Pyszková
Krystyna Pyszková (Třinec, 19 de enero de 1999) es una modelo y activista checa ganadora del concurso de belleza Miss Mundo 2023. Anteriormente fue coronada Miss República Checa 2022 y es la segunda mujer representante de República Checa en ganar Miss Mundo.

## Biografía
Pyszková nació en Třinec y luego se mudó a Praga. Antes de ganar Miss República Checa, Pyszková estaba estudiando Derecho en la Universidad Carolina y en el Management Center Innsbruck en Innsbruck. También es voluntaria de la Fundación Sonta en Tanzania, enseñando inglés a niños desfavorecidos.

### Concursos de belleza
Pyszková comenzó su carrera en los concursos de belleza en 2022, cuando fue seleccionada como finalista de Miss República Checa 2022. El certamen se llevó a cabo posteriormente el 7 de mayo de 2022 y Pyszková resultó ganadora. Como ganadora, Pyszková fue seleccionada para representar a la República Checa en Miss Mundo 2023.
Originalmente, la edición de 2023 se tenía previsto en Emiratos Árabes Unidos. Luego se planeó que se celebrará en India y se llevaría a cabo el 16 de diciembre de 2023. Posteriormente, se propuso cambiar la fecha al 2 de marzo de 2024 debido a las elecciones de 2023 en India. Finalmente, se pospuso hasta el 9 de marzo de 2024 en Bombay, India.
Comenzó Miss Mundo en Nueva Delhi en febrero de 2024 con sus desafíos previos al concurso, con Pyszková quedando como una de las cuatro finalistas europeas en el desafío Top Model y como una de las diez finalistas en el desafío Beauty with a Purpose. La final del certamen se llevó a cabo en Bombay el 9 de marzo, donde Pyszková avanzó al Top 40; más tarde avanzó como una de las tres finalistas de Europa en el Top 12, como una de las dos finalistas de Europa en el Top 8 y se convirtió en la ganadora europea absoluta en el Top 4. Después del anuncio del Top 4, Pyszková fue coronada ganadora. Con su victoria, Pyszková se convirtió en la segunda mujer representante de la República Checa en ganar Miss Mundo, después de Taťána Kuchařová, que había sido coronada Miss Mundo 2006.

## Vida Personal
En el 2019, iniciaba un noviazgo con un chico de su mismo país llamado Radek, ni bien era coronada ella, rompieron tras 5 años de relación debido a sus agendas apretadas, desde junio de 2024, está casada con un abogado británico, el 4 de julio de 2025, anuncio en su cuenta de Instagram su embarazo que lo mantuvo fuertemente en secreto sin que nadie se percate de ello, cuyo sexo de su bebe será una niña.

| Predecesor: · Karolina Bielawska · Polonia | Miss Mundo 2023 | Sucesor: Suchata Chuangsri Tailandia |